# Route nationale 510
Pour les articles homonymes, voir Route 510.
De nos jours, la route nationale 510 ou RN 510 est une route nationale française reliant Saint-André-de-Cubzac à l'échangeur 40b de l'A 10.
Avant la réforme de 1972, la RN 510 reliait Frangy à Albens. Elle a été déclassée en RD 910.

## Ancien tracé de Frangy à Albens (D 910)
- Frangy
- Clermont en Genevois
- Versonnex
- Vallières
- Rumilly
- Bloye
- Albens

## De Saint-André-de-Cubzac à l'A10 (D 1510)
- Giratoire avec la RD 1010 et la RN 137
- D 248 : Libourne, A89
- Échangeur entre RD 1510 et A10